# East Stark, Bắc Dakota
East Stark là một lãnh thổ chưa tổ chức thuộc quận Stark, tiểu bang Bắc Dakota, Hoa Kỳ. Năm 2010, dân số của nơi này là 667 người.